# Капельмейстер
Капельме́йстер (нем. Kapellmeister; перевод с позднелат. magister capellae; от итал. cappella — «хор» < лат. cappella — «придел в храме, где располагается хор» и magister) — руководитель хоровой капеллы и/или оркестра, также дирижёр полкового, эскадронного и подобных оркестров в вооружённых силах.

## История
Слово «капельмейстер» в XIX веке употреблялось по отношению и к хоровому, и к оркестровому дирижёру. Во времена барокко и венской классики придворные капельмейстеры, помимо руководства коллективом музыкантов, должны были также сочинять и аранжировать музыку, приуроченную к различным  торжественным случаям (в том числе застольную — Tafelmusik). Одной из профессий И. С. Баха была профессия капельмейстера. Й. Гайдн, будучи капельмейстером у князя Эстерхази, большую часть своих сочинений написал для княжеских придворных концертов. В более позднее время обязанности капельмейстера и композитора сливались обыкновенно только в должности балетного капельмейстера (например, в России — Пуни, Визентини, Дриго).

### В Российской империи

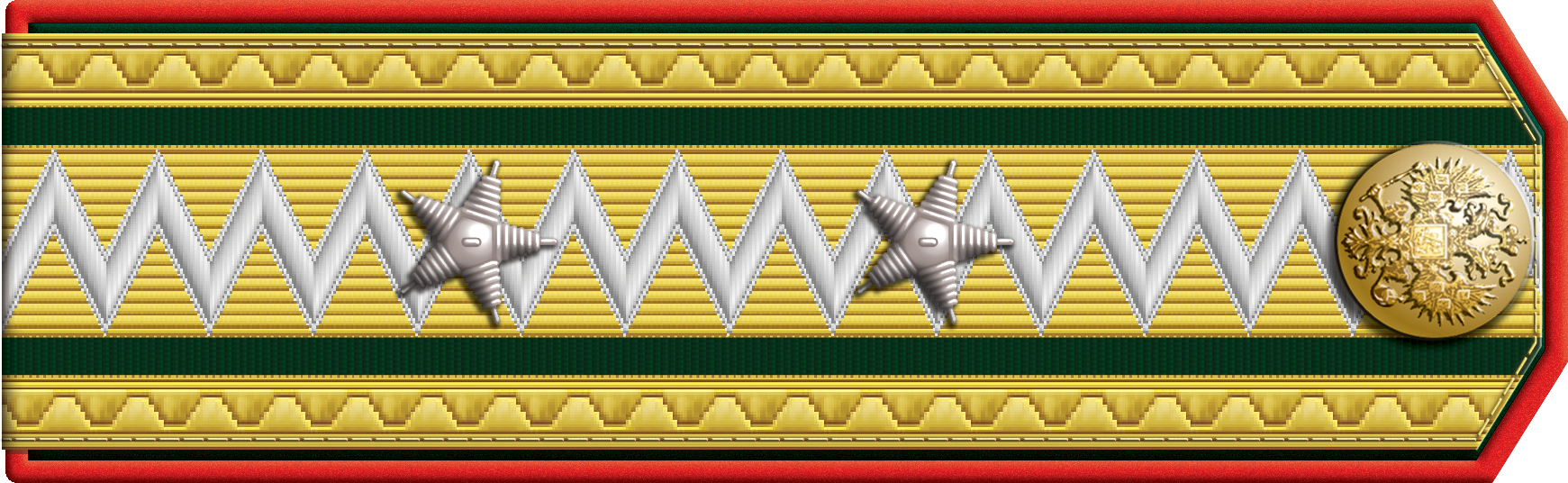
Погон отставного капельмейстера 8-го класса военного ведомства, 1904–1917 годов

В первой половине XVIII века каждый полк Русской гвардии и армии имел капельмейстера, а в полках лейб-гвардии были учреждены школы для подготовки музыкантов из числа солдатских детей.
В Российской империи капельмейстеры церковных хоров назывались регентами, а слово «капельмейстер» применялось в начале XX века, главным образом, к оперным дирижёрам.